# الصندوق العالمي للآثار والتراث
الصندوق العالمي للآثار والتراث  أو الصندوق العالمي للمعالم (بالإنجليزيّة: World Monuments Fund) هو منظمة دوليّة خاصة غير ربحيّة تأسست في عام 1965. وهي مُكرَّسة للحفاظ على العمارة التاريخية ومواقع التراث الثقافي في جميع أنحاء العالم من خلال العمل الميداني، تقديم المنح، التعليم، والتدريب.
يقع المقر الرئيسي للمنظمة في نيويورك، ولديها مكاتب وشركات تابعة حول العالم، بما في ذلك كمبوديا وفرنسا وبيرو والبرتغال وإسبانيا والمملكة المتحدة. يقوم المنتسبون، بالإضافة إلى الإدارة العملية، بتحديد المشاريع وتطويرها وإدارتها، والتفاوض بشأن الشراكات المحليّة، وجذب الدعم المحلي.
يصدر الصندوق منذ عام 1996 منشور خاص (World Monuments Watch) كل سنتين لجذب الاهتمام العالمي إلى المواقع الأثريّة والتراثيّة المُعرَّضة للخطر بسبب الإهمال والتشويه والنزاعات والكوارث.

## وصلات خارجية
- الموقع الرسمي (بالإنجليزية)